# Salagou
Der Salagou ist ein Fluss in Frankreich, der im Département Hérault in der Region Okzitanien verläuft. Er entspringt beim Pass Col de la Merquière im westlichen Gemeindegebiet von Brenas, entwässert generell in Richtung Ostnordost und mündet nach rund 21 Kilometern an der Gemeindegrenze von Lacoste und Le Bosc als rechter Nebenfluss in die Lergue. Der Salagou bildet mit seinen Nebenflüssen den Stausee Lac du Salagou.

## Orte am Fluss
- Mérifons
- Salasc
- Octon
- Celles
- Liausson
- Mas Audran, Gemeinde Lacoste